# 凯萨布普尔
凯萨布普尔（Kesabpur），是印度西孟加拉邦Haora县的一个城镇。总人口10356（2001年）。

## 人口
该地2001年总人口10356人，其中男性5240人，女性5116人；0—6岁人口1304人，其中男660人，女644人；识字率66.09%，其中男性为71.24%，女性为60.81%。